# 邊緣禁地系列
邊緣禁地是科幻西部题材动作角色扮演类第一人称射击游戏系列，由 Gearbox 軟體開發，2K Games 发行。系列包括五部主要游戏：《无主之地》（2009年）、《无主之地2》（2012年）、《无主之地：前传》（2K Australia于2014年）、《无主之地3》（2019年）和《无主之地4》（2025年）。
系列截至2019年共售出四千三百萬份，其中《无主之地2》兩千萬份。